# 발전 (전기)

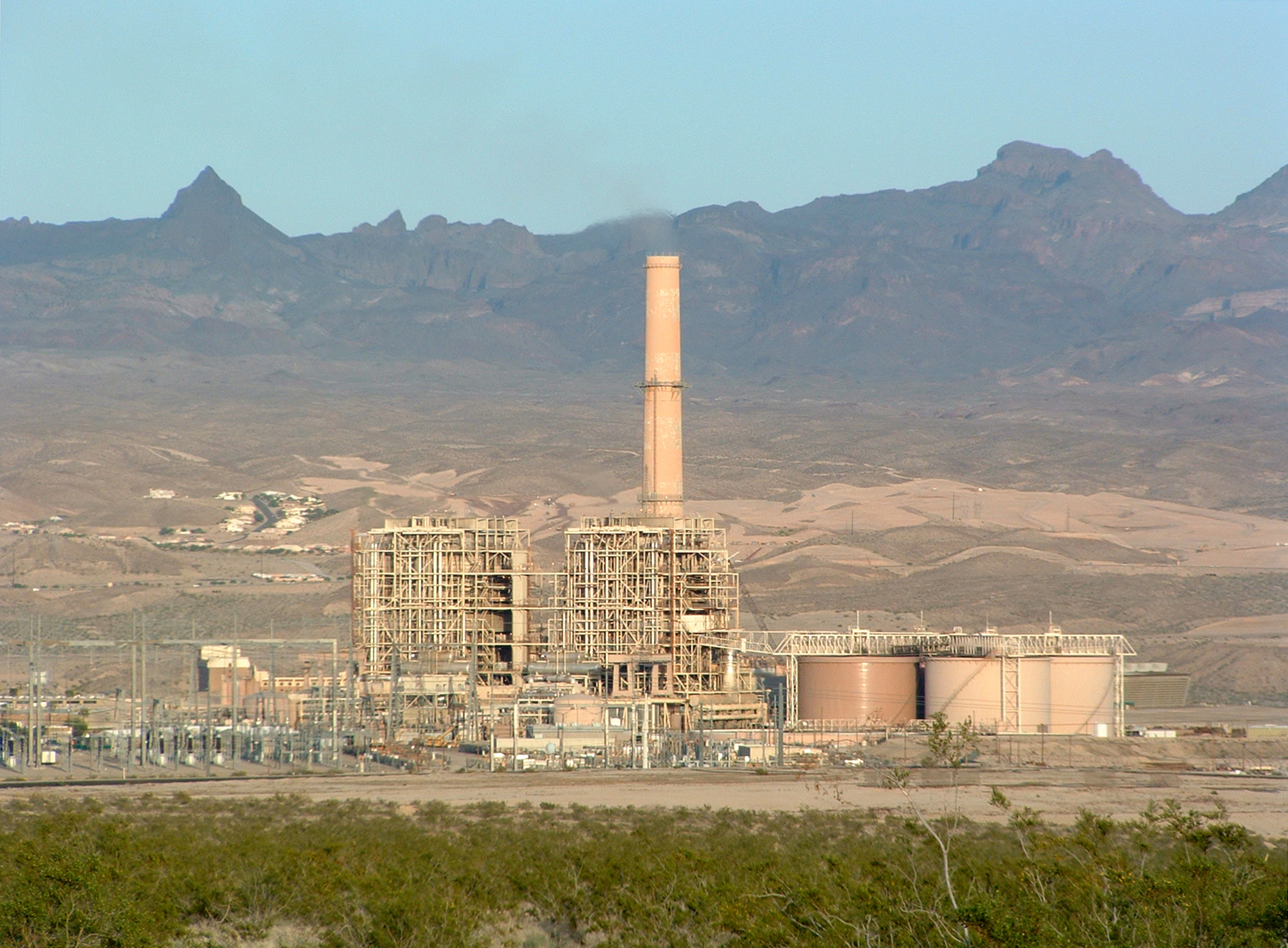

발전(發電, 영어: electricity generation)이란 기구나 시설을 이용하여 인위적으로 전기를 발생시켜 동력을 얻는 과정을 일컫는 말이다.

## 발전이 이루어지는 과정
에너지를 전기의 형태로 빼내기 위해서는, 보통 위치에너지라든가 열에너지를 기계의 회전에너지로 변환시키고, 발전기를 돌리는 방식이 취해지고 있다(MHD라든가 직접발전·전지는 예외다). 가장 기본적인 발전 방법은 물 터빈에 의해서 발전기를 돌리는 수력발전이다. 이 경우에는 주로 하천이나 호소(湖沼) 등 높은 곳에서 떨어지는 물의 낙차가 이용된다. 그 다음으로는 화력발전이 있는데, 이것은 석유라든가 석탄·천연가스 등 화석연료(化石燃料)의 연소 화학반응에 의해서 고온·고압의 증기를 발생시켜 증기터빈을 돌림으로써 발전기를 구동하는 방식이다(보조적인 발전시설에는 디젤 엔진과 가스 터빈 등의 내연기가 쓰이는 수도 있다). 그리고 원자핵 반응이 있을 때 발생하는 열에너지를 이용하는 원자력발전도 일종의 화력발전이라 할 수 있다.

## 대표적인 발전 원리

### 외르스테드(Oersted)가 발견한 발전 원리
자석의 양극(兩極)은 서로 잡아당기기도 하고 반발하기도 하면서 서로 힘을 미친다. 이 자기의 힘은 퍽 오랜 옛날부터 알려져 있었지만, 전기가 동력으로서 이용되기 위해서는 우선 전류와 자기(磁氣)의 힘 간의 관계가 발견되지 않으면 안 되었다. 이 중요한 관계를 우연히 발견한 사람은 외르스테드이다. 그는 전류가 열과 빛을 일으키는 것으로부터 유추하여, 전류가 자기적(磁氣的) 영향을 일으킬 수 있을지도 모른다고 생각하고 많은 실험을 하였다. 그러다가 1820년 봄 코펜하겐 대학에서 물리학 강의를 하고 있을 때, 학생들과 대화를 하던 중, 우연히 자석을 전류가 흐르고 있는 전선과 평행으로 놓았더니, 자석의 바늘은 마치 요술에 걸린 것처럼 흔들리다가 전류와 직교(直交)하는 위치에서 멈추었다. 전류는 그 둘레에 자석의 바늘을 움직이는 힘을 미치고 있었던 것이다. 이렇게 해서 전기와 자기 사이의 제1 관계가 발견되었다.

### 패러데이(Faraday)의 법칙(전자유도)
외르스테드가 기본 원리를 발견한 지 11년이 지난 1831년, 패러데이(영국, 1791 ~ 1867)는 전기와 자기를 연결시키는 제2의 관계를 발견했다. 그는 코일 근처에서 자석을 움직이면 코일 가운데에서 전류가 흐른다는 것과 자석을 계속 움직이면 전류도 계속 흐른다는 것을 발견했다. 즉 변화하는 자기(磁氣)는 코일에 전류를 흐르게 한다.

## 발전 기술의 발달
전자유도의 법칙을 실용적 기술로 발전시켜 전기에너지 이용의 길을 개척하는 데에 많은 사람들이 공헌했다. 그중에서도 독일의 지멘스는 1866년에 처음으로 전자석을 사용한 대형발전기를 완성시켰는데, 그것은 기술사상(技術史上) 와트의 증기기관에 비교할 만한 획기적인 것이었다. 이어서 벨기에의 그람(Gramme)은 1870년에 고리형(環型) 코일 발전기를, 독일의 알테네크(Alteneck)는 1873년에 드럼(장고)형 코일 발전기를 발명했다. 그러나 그 당시의 발전소는 전압의 안정성이라든가 효율 같은 측면에서 만족스럽지 못했다. 미국의 에디슨(Edison, 1847∼1931)은 그 때문에 자기가 발명한 탄소선전구(炭素線電救)에 사용할 수 있는 새로운 발전기를 연구하기 시작했다. 그리고 1882년 9월, 뉴욕에 최초의 대규모 화력발전소(증기기관으로 운전되는)를 건설하였고, 중앙발전소로부터 말단의 전등까지 110V의 직류 송전 계통을 이룩해 내고, 이것을 기업화했다. 그 후 곧이어 미국의 웨스팅하우스(Westinghouse, 1846∼1914)에 의해서 교류 송전 방식이 실현되었다. 그리고 삼상교류 방식을 완성한 사람은 에디슨 밑에서 일하고 있었던 테슬라였다.

## 한국 발전 산업의 변천
한국 최초의 수력발전소는 1923년에 금강산전기철도회사의 자가용 발전소인 금강산 중대리(中臺里)발전소에 의해 서울로 송전한 것이 최초이고, 1929년에 부전강 제1발전소가 송전하기 시작하였다. 그리고 압록강에는 60만kW의 시설용량을 가진 동양 제1의 수풍(水豊)발전소(1941년 완성)가 있다. 8·15 직전 조사에 의하면 남북한의 수력 총발전 지점은 163개 소였다. 하지만 1972년 말 남한의 총발전량은 118억 3,900만 kWh, 총시설용량은 387만 2,000kW, 최대출력은 209만 7,000kW, 평균출력은 134만 8,000kW였다.

## 기타 발전 자원의 이용
땅 위로 내리쬐는 태양에너지를 전기에너지로 변환시키는 데는, 현재로선 반도체를 사용한 태양전지가 쓰이고 있다. 그러나 변환의 효율은 몇 퍼센트에 지나지 않으며, 출력도 수백 와트 정도에 불과하다. 태양열을 반사경으로 한 점에 모아서 고온을 얻는 방법(태양로)도 가능해지기는 했으나, 몇만 ㎾라는 대전력을 얻기 위해서는 거대한 반사경이 필요하며, 더욱이 맑은 날 낮 동안밖에 사용할 수 없다는 결점이 있으므로 실용화는 어렵다. 바닷물 속에 대량 포함되어 있는 중수(重水)를 사용하는 핵융합발전은 원자력발전 다음가는 발전 방식으로서 각국에서 연구하고 있다. 그러나 고온의 핵융합 반응을 용기에 넣어 가둬 두면서 제어하는 방법에 대해서는 아직 충분한 예측이 돼 있지 않다. 이 밖에 외딴섬이나 바람이 강한 지방에서 행해지는 풍력발전이나 파랑(波浪)의 에너지를 이용하는 파랑발전 등도 있지만, 대부분 소규모에 불과하다.

## 같이 보기
- 염분농도차 발전(영어판)
- 해류 발전(영어판)
- 발전